# Línea 32 (Córdoba)
La Línea 32 es una nueva línea de transporte urbano de pasajeros de la ciudad de Córdoba, Argentina. El servicio está actualmente operado por la empresa TAMSE.
Fue inaugurado el 1 de marzo de 2014 tras la implementación del nuevo sistema de transporte público, anteriormente era operado desde su inauguración por ERSA Urbano hasta que el 30 de septiembre de 2021 la Municipalidad de la capital le quitó a los corredores 3 y 8 a ersa y fueron transferidos a T.A.M.S.E. donde actualmente opera.

## Recorrido
Desde barrio Santa Isabel Segunda Sección a barrio Villa A. Risler.
 Servicio diurno.
Ida:  De Rotonda Renault – Av. Renault – F. Casado – Lago Argentino – Av. Armada Argentina – Cacheuta – Huiliches – Cacheuta – Manuel Baigorria – Pedro de Mendoza – Rodríguez de La Torre – Av. Naciones Unidas – Friuli – Manuel Baigorria – Av. Cruz Roja Argentina – Maestro Marcelo López – Ing. Medina Allende – Venezuela – Av. Los Nogales – Túnel Plaza España – Bv. Chacabuco – Bv. Illia – Bv. San Juan – Marcelo T. de Alvear – Belgrano – Tucumán – Humberto Primo – Jujuy – Puente Antártida – Gral. Lavalleja – Gral. Bustos – Rodríguez Peña – José Baigorri – Gral. Lavalleja – Vicente Espinel – M. Fragueiro – Fray Miguel de Mujica – Mackay Gordon – Horacio Anasagasti – Mayor Arturo Luisoni – Jorge Newbery – Antonio Demarchi – Horacio Anasagasti – Av. Juan B. Justo – Rotonda Liceo 1ª Sección – Av. Juan B. Justo – Mercedes Moreno – Alicia Moreau de Justo – Av. Japón – Av. Juan B. Justo – El Pegual – Ibar Segura Funes – El Mangrullo – Del Chamamé – De los Valsecitos – hasta De la Zamba.
Regreso:  Desde De la Zamba y De los Valsecitos por ésta – Del Chamamé – El Mangrullo – Av. Juan B. Justo – Av. Japón – Alicia Moreau de Justo – Mercedes Moreno – Av. Juan B. Justo – Tte. Luis Candelaria – Aarón de Anchorena – Jorge Newbery – Felipe Beltrame – Carola Lorenzini – Mackay Gordon – Fray Miguel de Mujica – M. Fragueiro – Gral. Bustos – Av. Roque Sáenz Peña – Av. General Paz – Av. Vélez Sarsfield – Av. Pueyrredón – Independencia – Ing. Medina Allende – Maestro Marcelo López – Av. Cruz Roja Argentina – Manuel Baigorria – Friuli – Av. Naciones Unidas – Paso de los Andes – Manuel Baigorria – Cacheuta – Av. Armada Argentina – Lago Argentino – F. Casado – Av. Renault hasta Rotonda Renault.

### Ingreso a B° El Chingolo
Nota: esta línea ingresara a B° El Chingolo - un servicio cada tres- por calle ingreso al barrio hasta Escuela (de ida y vuelta). J. B. Justo - Av. El Chingolo - calle pública - por esta - Av. Japón - Moreau de Justo - Adelia de Olmos - Paula Albarracin - Mercedes Moreno - su ruta. 
Regreso a la inversa.